# Żyrobus

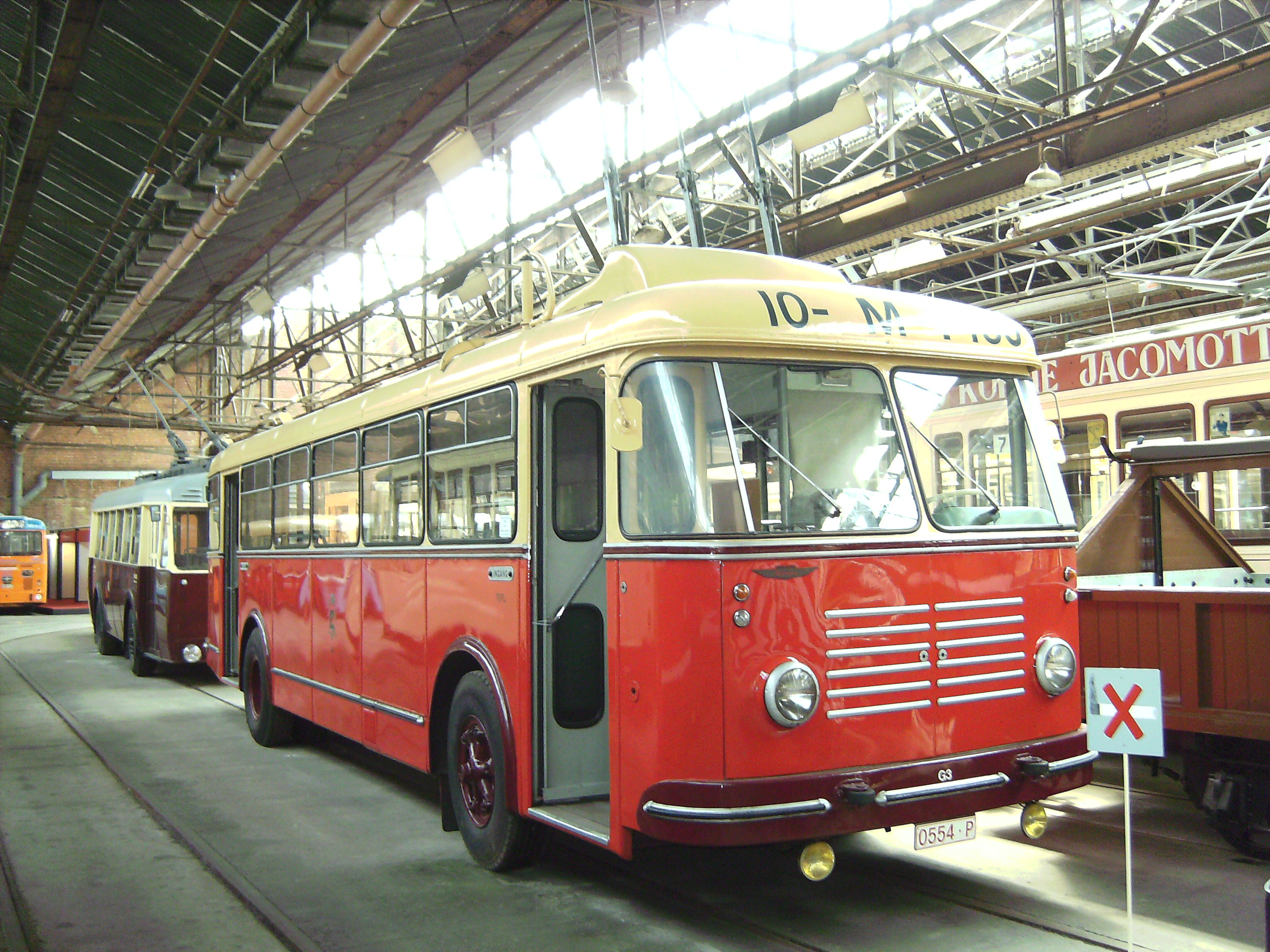
Żyrobus G3 z 1955

Żyrobus (girobus) – autobus czerpiący energię z koła zamachowego o dużym momencie bezwładności. Autobus na przystankach podłączał się do sieci energetycznej i za pomocą silnika elektrycznego rozkręcał koło zamachowe, akumulując w ten sposób energię potrzebną do dalszej jazdy.